# Дедеркало (герб)
Дедеркало (пол. Dederkało, Dederkalo) — польский дворянский герб.

## Происхождение
Согласно описанию Юлиуша Островского, происхождение герба неизвестно.
Северин Уруский утверждает, что герб был присвоен старинному, известному с XV века волынскому роду Дедеркало, одной из ветвей которого является род Дедерко.
Каспер Несецкий указывает, что носитель герба, род Дедеркало, упоминается в Метрике Волынской в 1528 году.

## Описание
В поле цвета неизвестного фигура в форме буквы Y.
Оригинальный текст (пол.) W polu barwy niewiadomej figura w kształcie litery Y.
— Juliusz Ostrowski: Księga herbowa rodów polskich, T.2
В описании герба в Гербовнике Северина Уруского указано, что поле красного цвета, а буква «Y»— белого.

## Роды — носители герба
Dederkała, Dederkało, Dederko (Дедерко), Płotnicki (Плотницкие).